# Вале де Јуре (Кјети)
Вале де Јуре је насеље у Италији у округу Кјети, региону Абруцо.
Према процени из 2011. у насељу је живело 46 становника. Насеље се налази на надморској висини од 174 м.